# Stefano del Palatinato-Simmern
Stefano del Palatinato-Simmern (in tedesco Stefan Pfalzgraf von Simmern) (23 giugno 1385 – Simmern, 14 febbraio 1459) fu conte palatino di Simmern, all’epoca comprendente anche Zweibrücken, dal 1410 fino alla sua morte.
Egli era il terzo figlio del re Roberto del Palatinato  e di sua moglie Elisabetta di Norimberga. Alla morte del padre ricevette in appannaggio la contea del Palatinato-Simmern, dando vita all'omonio ramo cadetto dei Wittelsbach.
Nel 1410 Stefano sposò Anna di Veldenz, che morì nel 1439.
Dopo la morte del suocero nel 1444, Stefano acquisì il controllo della Contea di Veldenz e la quota che la casa di Veldenz possedeva della Contea di Sponheim. Nello stesso anno divise i suoi possedimenti tra suo figlio maggiore Federico I, che divenne conte del Palatinato-Simmern; e l'altro figlio, Ludovico, che divenne conte del Palatinato-Zweibrücken. Inoltre nel 1448 ereditò dal nipote Cristoforo di Baviera, la metà del Palatinato-Neumarkt che però vendette a suo fratello minore, Otto I del Palatinato-Mosbach.
Dopo la morte venne tumulato nella cattedrale dei Cavalieri Teutonici a Meisenheim.

## Famiglia e figli
Stefano di Simmern-Zweibrücken e Anna di Veldenz ebbero i seguenti figli:
1. Anna (1413 – 12 marzo 1455)
2. Margherita (1416 – 23 novembre 1426)
3. Else (1420–1480), sposò Michael von Corvey
4. Federico I (24 aprile 1417 – 29 novembre 1480)
5. Roberto (1420 – 17 ottobre 1478)
6. Luigi I (1421 – 19 luglio 1489)
7. Stefano (1424 – 1481)
8. Giovanni (1429–13 dicembre 1475)

## Ascendenza
|                                |                           |                           | Genitori                               |  |  | Nonni |  |  | Bisnonni              |  |  | Trisnonni            |  |
|                                |                           |                           |                                        |  |  |       |  |  | Adolfo del Palatinato |  |  | Rodolfo I di Baviera |  |
|                                |                           |                           |                                        |  |  |       |  |  | Adolfo del Palatinato |  |  | Rodolfo I di Baviera |  |
|                                |                           | Melchilde di Nassau       |                                        |  |  |       |  |  | Adolfo del Palatinato |  |  |                      |  |
| Roberto II del Palatinato      |                           |                           |                                        |  |  |       |  |  | Adolfo del Palatinato |  |  |                      |  |
|                                |                           | Irmengarda di Oettingen   | Ludovico VI di Oettingen               |  |  |       |  |  |                       |  |  |                      |  |
|                                |                           | Irmengarda di Oettingen   | Ludovico VI di Oettingen               |  |  |       |  |  |                       |  |  |                      |  |
|                                |                           | Irmengarda di Oettingen   | …                                      |  |  |       |  |  |                       |  |  |                      |  |
| Roberto III del Palatinato     |                           | Irmengarda di Oettingen   |                                        |  |  |       |  |  |                       |  |  |                      |  |
|                                |                           | Pietro II di Sicilia      | Federico III d'Aragona                 |  |  |       |  |  |                       |  |  |                      |  |
|                                |                           | Pietro II di Sicilia      | Federico III d'Aragona                 |  |  |       |  |  |                       |  |  |                      |  |
|                                |                           | Pietro II di Sicilia      | Eleonora d'Angiò                       |  |  |       |  |  |                       |  |  |                      |  |
| Beatrice d'Aragona             |                           | Pietro II di Sicilia      |                                        |  |  |       |  |  |                       |  |  |                      |  |
|                                |                           | Elisabetta di Carinzia    | Ottone III del Tirolo                  |  |  |       |  |  |                       |  |  |                      |  |
|                                |                           | Elisabetta di Carinzia    | Ottone III del Tirolo                  |  |  |       |  |  |                       |  |  |                      |  |
|                                |                           | Elisabetta di Carinzia    | Eufemia di Slesia-Liegnitz             |  |  |       |  |  |                       |  |  |                      |  |
| Stefano del Palatinato-Simmern |                           | Elisabetta di Carinzia    |                                        |  |  |       |  |  |                       |  |  |                      |  |
|                                | Giovanni II di Norimberga | Federico IV di Norimberga |                                        |  |  |       |  |  |                       |  |  |                      |  |
|                                | Giovanni II di Norimberga | Federico IV di Norimberga |                                        |  |  |       |  |  |                       |  |  |                      |  |
|                                | Giovanni II di Norimberga | Margherita di Carinzia    |                                        |  |  |       |  |  |                       |  |  |                      |  |
| Federico V di Norimberga       | Giovanni II di Norimberga |                           |                                        |  |  |       |  |  |                       |  |  |                      |  |
|                                |                           | Elisabetta di Henneberg   | Bertoldo VII di Henneberg-Schleusingen |  |  |       |  |  |                       |  |  |                      |  |
|                                |                           | Elisabetta di Henneberg   | Bertoldo VII di Henneberg-Schleusingen |  |  |       |  |  |                       |  |  |                      |  |
|                                |                           | Elisabetta di Henneberg   | Adelaide d'Assia                       |  |  |       |  |  |                       |  |  |                      |  |
| Elisabetta di Norimberga       |                           | Elisabetta di Henneberg   |                                        |  |  |       |  |  |                       |  |  |                      |  |
|                                |                           | Federico II di Meißen     | Federico I di Meißen                   |  |  |       |  |  |                       |  |  |                      |  |
|                                |                           | Federico II di Meißen     | Federico I di Meißen                   |  |  |       |  |  |                       |  |  |                      |  |
|                                |                           | Federico II di Meißen     | Elisabetta di Lobdeburg                |  |  |       |  |  |                       |  |  |                      |  |
| Elisabetta di Meißen           |                           | Federico II di Meißen     |                                        |  |  |       |  |  |                       |  |  |                      |  |
|                                |                           | Matilde di Baviera        | Ludovic IV del S.R.I.                  |  |  |       |  |  |                       |  |  |                      |  |
|                                |                           | Matilde di Baviera        | Ludovic IV del S.R.I.                  |  |  |       |  |  |                       |  |  |                      |  |
|                                |                           | Matilde di Baviera        | Beatrice di Slesia-Glogau              |  |  |       |  |  |                       |  |  |                      |  |
|                                |                           | Matilde di Baviera        |                                        |  |  |       |  |  |                       |  |  |                      |  |